# ناثانيل

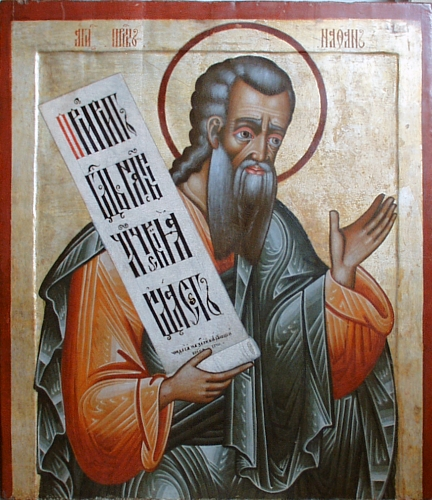

ناثانْيل (بالإنجليزية:Nathanel, Nathanael أو Nathanial) هو اسم خاص مشتق من الصيغة اليونانيه للغة العبريه נְתַנְאֵל (نتئيل)، تعني ”عطية الرب” أو "هبه من الله”. تحمل عده شخصيات في الكتاب المقدس أشكال من هذا الاسم. في الكتاب المقدس اليهودي التناخ، يشترك الاسم مع رئيس (أو زعيم) من سبط يساكر (عدد 7:18-23، في ناسو بارشا) ومع أخو الملك داود. في العهد الجديد، ناتانيل هو رسول أو تلميذ للمسيح المذكور في إنجيل يوحنا.

## شخصيات
- نثنائيل (من أتباع يسوع) في إنجيل يوحنا.
- ناثانيل أرشيبالد (من مواليد عام 1948)، هو لاعب كرة سلة أمريكي.
- ناثانيل أيرز (من مواليد عام 1951)، موسيقي أمريكي موضوع فيلم عام 2009 المنفرد.
- ناثانيل بيكون (1647-1676)، مستعمر فرجينيا الذي حرّض على تمرد بيكون.
- ناثانيال برينتس بانكس (1816-1894)، سياسي أمريكي وجنرال الحرب الأهلية الأمريكية.
- ناتانيل بيتس، رئيس بلدية اميركي أفريقي لفترتين في ريتشموند، كاليفورنيا.
- ناثانييل بوديتش (1773-1838)، عالِم رياضيات أمريكي، أب الملاحة البحرية الحديثة
- ناثانيل بوزوليتش (من مواليد عام 1983)، الممثل الأسترالي
- ناثانيل كلايتون (1833 -1895)، سياسي بريطاني
- نت كينغ كول (1919-1965)، مغنية وموسيقية أمريكية
- ناثانييل كلاين (من مواليد 1991)، لاعب قدم إنكليزي
- نيت دوغ (1882-1943)، مؤلف موسيقي أمريكي ومدير جوقة
- ناثانيل دواين هيل (1969-2011)، المعروف باسم نيت دوغ، الموسيقي الأمريكي
- ناثانييل فيك (من مواليد عام 1977)، قبطان سابق في البحرية الأمريكية
- ناثانيل إم. غورتن، قاضي فيدرالي أمريكي
- نثنائيل غرين، اللواء في الجيش القاري في الحرب الثورية الأمريكية
- ناثانيال هاوثورن (1804-1864)، روائي أمريكي
- نثنائيل غرين هيرشوف (1848-1938)، مهندس معماري في البحرية الأمريكية
- ناثانيل جارفيس (من مواليد 1991)، لاعب كرة قدم ويلزي
- ناثانيل بار جوناه، مُدان بالخطف ومشتبه به كقاتل محترف وآكل لحوم البشر
- ناثانيل لامونز، لاعب تنس أمريكي
- ناثانيل ليدبيتر (المولود في سي 1961)، سياسي أمريكي
- ناثانييل لي، (نحو 1653 -1692)، مدرس مسرحي إنكليزي
- ناثانيل لي، ممثل نيوزيلندي
- نات لافتهوس (1925-2011)، لاعب كرة قدم إنكليزي
- ناثانيل لوبيل (1916-2006) مبارز الأولمبياد الأمريكي
- ناثانيل ميلر (من مواليد عام 1979)، لاعب بولو مائي كندي
- ناثانيل مور (1884-1910)، لاعب غولف أوليمبي أمريكي
- ناثانيل مور (إزالة الغموض)، عدة أشخاص
- ناثانيل نيل (من مواليد عام 1988)، لاعب دوري الركبي النيوزيلندي
- ناثانيل باركر (من مواليد عام 1962)، ممثل إنكليزي
- ناثانيل بيرس (1779 -1820)، مستكشف إنكليزي في إثيوبيا.
- ناثانييل بيرلمان (من مواليد عام 1965)، رجل أعمال أمريكي
- ناثانييل بيت، رجل أعمال اجتماعي جامايكي بريطاني
- ناثانيل فيلبريك (من مواليد عام 1956)، كاتب أمريكي.
- نيت راثبون، المعروف باسم Auen، موسيقار البيت الأمريكي
- ناثانيل رايموند (من مواليد عام 1977)، محقق في حقوق الإنسان ومدافع عن مناهضة التعذيب.
- ناثانيال سالتونستال (حوالي 1639-1707)، قاض أمريكي.
- ناثانيل ستيرن (من مواليد عام 1977)، فنان أمريكي
- ناثانيل والتر سوان (1834-1884)، كاتب أسترالي مولود في أيرلندا
- ناثانيل بيفيرلي تاكر (1784-1851)، مؤلف أمريكي وناشط سياسي في فرجينيا.
- ناثانيال واليش (1786-1854)، جراح وعالم نبات.
- ناثانيل جاريت ويب (1891-1943)، سياسي أمريكي في مجلس المندوبين في فرجينيا، محام ومدرب
- نثنائيل ويست (1903-1940)، كاتب أمريكي
- ناثانييل ويلمسي (من مواليد عام 1985)، مغني -كاتب أغاني أسترالي
- نات وولف (من مواليد عام 1994)، الممثل الأمريكي والموسيقي وكاتب الأغاني
- ناثانيل وايت (من مواليد عام 1960)، سفاح أمريكي
- ناثانيل دامينار فيليشلدا (من مواليد عام 1994)، ممثل الفلبين.
- نايت رويس (من مواليد عام 1982)، مغني -كاتب أغاني أمريكي.

### شخصيات خيالية
- ناثانيل فيتزويليام أرشيبالد في مسلسل فتاة النميمة
- ناثانيل «ناتي» بمبو، الشخصية الرئيسية في رواية جيمس فينيمور كوبر «آخر سلالة الموهيكيين»
- ناثانيل داسك، شخصية شريرة خارقة في مجلات مارفل كومكس.
- ناثانيل إسكس، الشخصية الأخرى للسيد شرينيستر.
- ناثانيل «نيت» فيشر الابن ووالده ناثانيل فيشر الابن في مسلسل "ستة أقدام تحت الأرض".
- النقيب (ناثانيل فلينت) من كوكب الكنز.
- ناثانيل لكسامانا، البطل في فلم «ناثانيل».
- ناثانييل (اسم غير معروف معروف أيضا باسم جون ماندراك)، أحد الأنصار الثلاثة الرئيسيين في تسلسل بارتيماوس لجوناثان ستراود.
- النقيب «ناثانيل رينكو» الشخصية الرئيسية في لعبة الفيديو Singularity(والتي أُصدرت عام 2010)